# Anton Thomas Hanke
Anton Thomas Hanke (21. prosince 1840 Bravantice –⁠ 3. prosince 1891 Terst) byl český speleolog, který se významně zasloužil o objevení a výzkum světoznámých Škocjanských jeskyní v dnešním Slovinsku, které jsou od roku 1986 zapsány v UNESCO.

## Život
Narodil se a jako dítě vyrůstal v domě s č. p. 87 v Bravanticích. Od roku 1880 se stal náčelníkem c. a k. garančního úřadu v Terstu v tehdejším Rakousku-Uhersku. V tomtéž roce byl jmenován důlním radou. V průběhu sedmi let provedl ve Škocjanských jeskyních se svými spolupracovníky 16 speleologických výprav a 38 částečných přípravných obhlídek nejobtížnějších úseků krasu.
Zemřel ve věku 51 let na následky zápalu plic. Na vlastní přání byl pohřben ve Škocjanu ve Slovinsku. Jeho hrob je kulturní památkou. Jeho pomník se nachází v rodných Bravanticích mezi obecním úřadem a zdejší základní školou.